# Dicționarul geografic al Regatului Poloniei și al altor țări slave
Dicționarul geografic al Regatului Poloniei și al altor țări slave (poloneză Słownik geograficzny Królestwa Polskiego i innych krajów słowiańskich) este o enciclopedie de 15 volume, editată în 1880-1902 la Varșovia.
Dicționarul este o sursă importantă de informații despre istoria fostei Uniuni statale polono-lituaniane.